# Polestar
Polestar — компанія, що належить по 50% Volvo Cars та Geely. Штаб-квартира знаходиться в Гетеборзі, Швеція. До 2015 року Polestar Performance був підрозділом Polestar, разом з гоночною командою Polestar Racing Team.

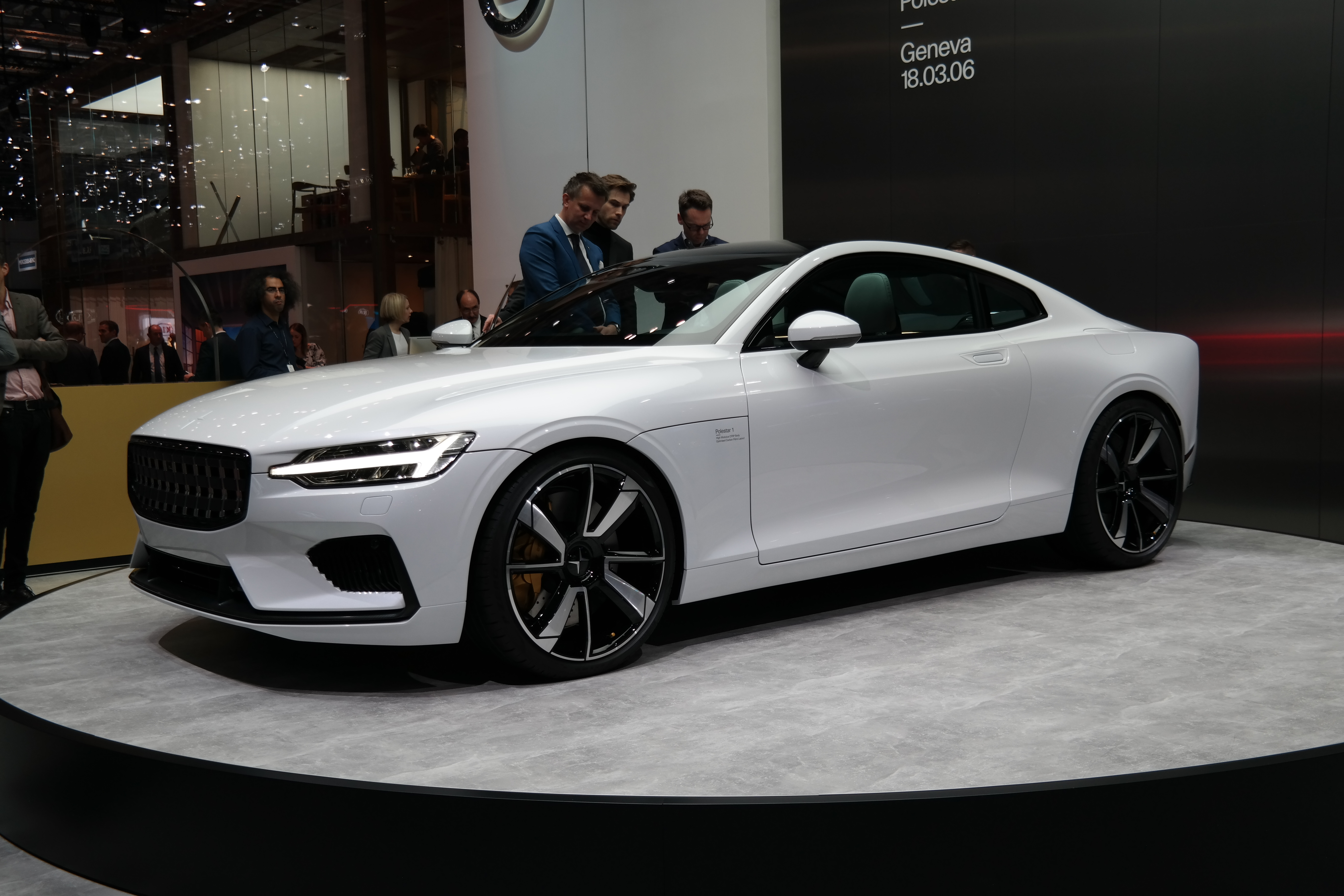
Polestar 1

У липні 2015 року компанія Volvo оголосила, що вона придбала Polestar. Гоночна команда залишиться під керівництвом Крістіана Даля (Christian Dahl), змінюючи назву з Polestar Racing на Cyan Racing. Тісна співпраця з компанією Polestar продовжиться, а Cyan Racing стане офіційним партнером Polestar.
У червні 2017 року компанія Volvo оголосила, що Polestar розпочне виробництво високоякісних електричних автомобілів під власним брендом, щоб конкурувати з такими марками, як Tesla Inc..

## Модельний ряд

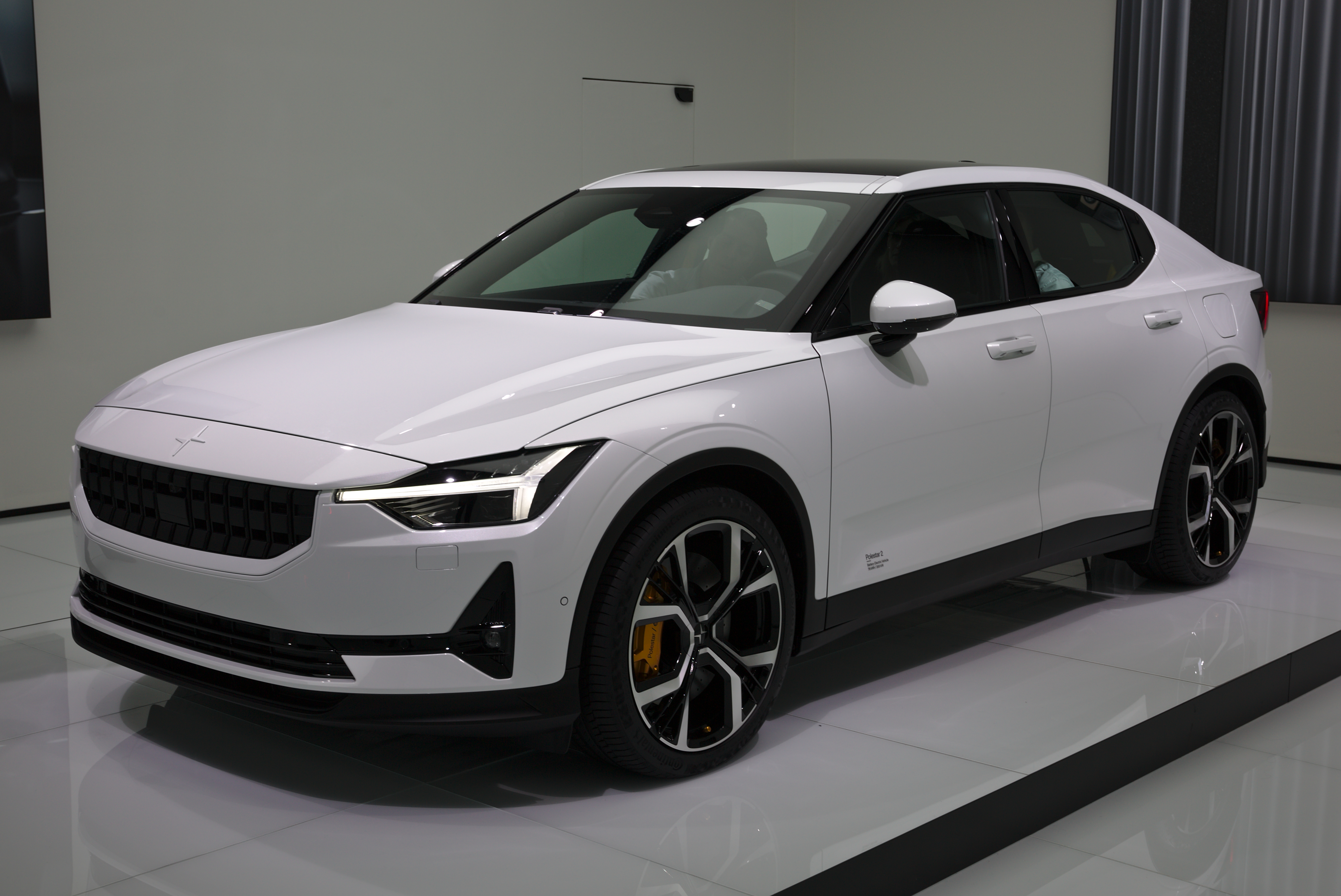
Polestar 2

- Polestar 1
- Polestar 2
- Polestar 3
- Polestar 4